# Meduna di Livenza
Meduna di Livenza est une commune italienne de la province de Trévise dans la région Vénétie en Italie.

## Administration
| Période                                  | Période     | Identité               | Étiquette     | Qualité |
| ---------------------------------------- | ----------- | ---------------------- | ------------- | ------- |
| 2004                                     | 2009        | Vincenzo Berri         |               | maire   |
| 2009                                     | 26 mai 2014 | Marica Fantuz          | Ligue du Nord | maire   |
| 26 mai 2014                              | 25 mai 2019 | Marica Fantuz          | Ligue du Nord | maire   |
| 26 mai 2019                              | en cours    | Arnaldo Stefano Pitton |               | maire   |
| Les données manquantes sont à compléter. |             |                        |               |         |

### Communes limitrophes
Annone Veneto, Gorgo al Monticano, Motta di Livenza, Pasiano di Pordenone, Pravisdomini